# Fonio

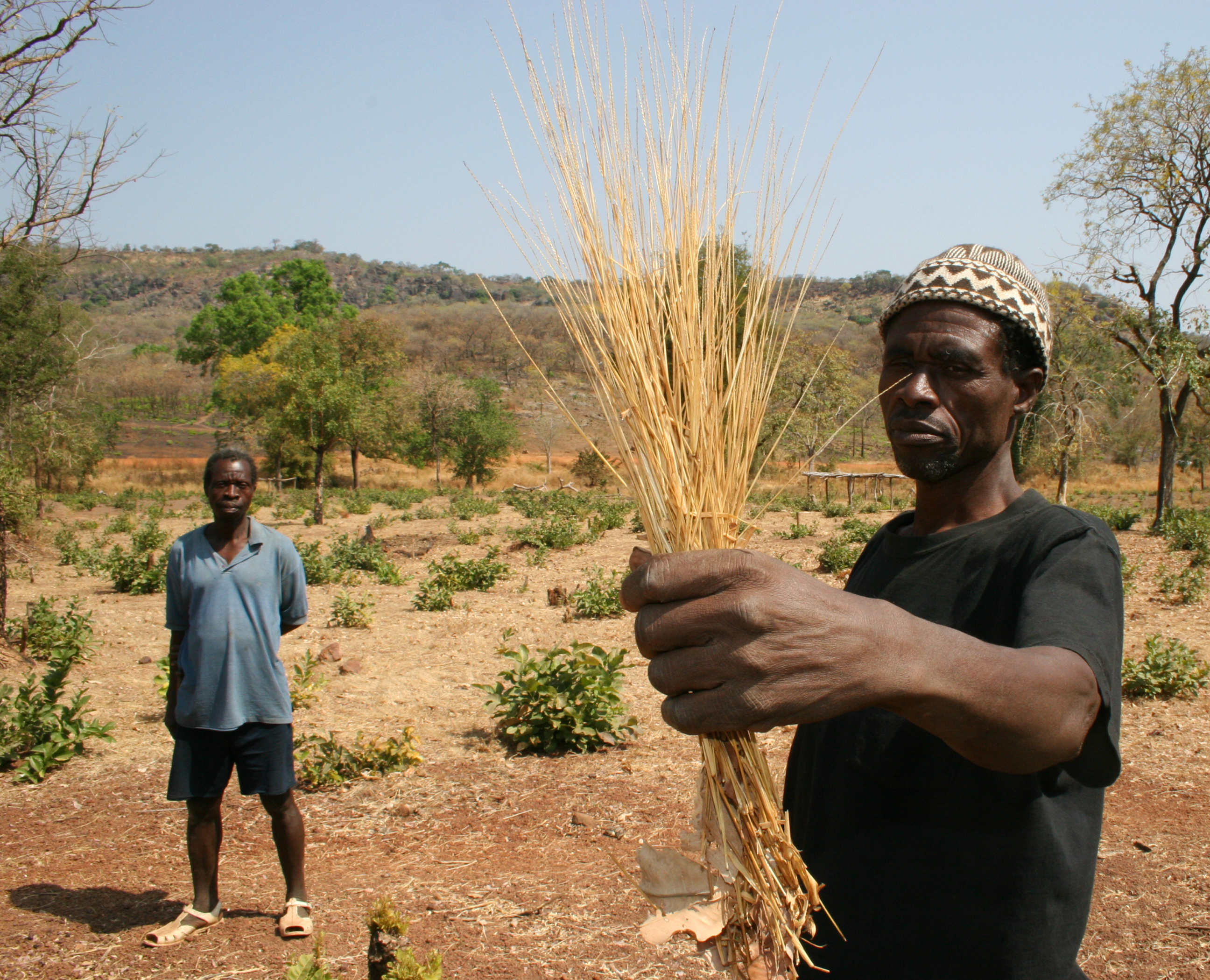
Fonio in Senegal

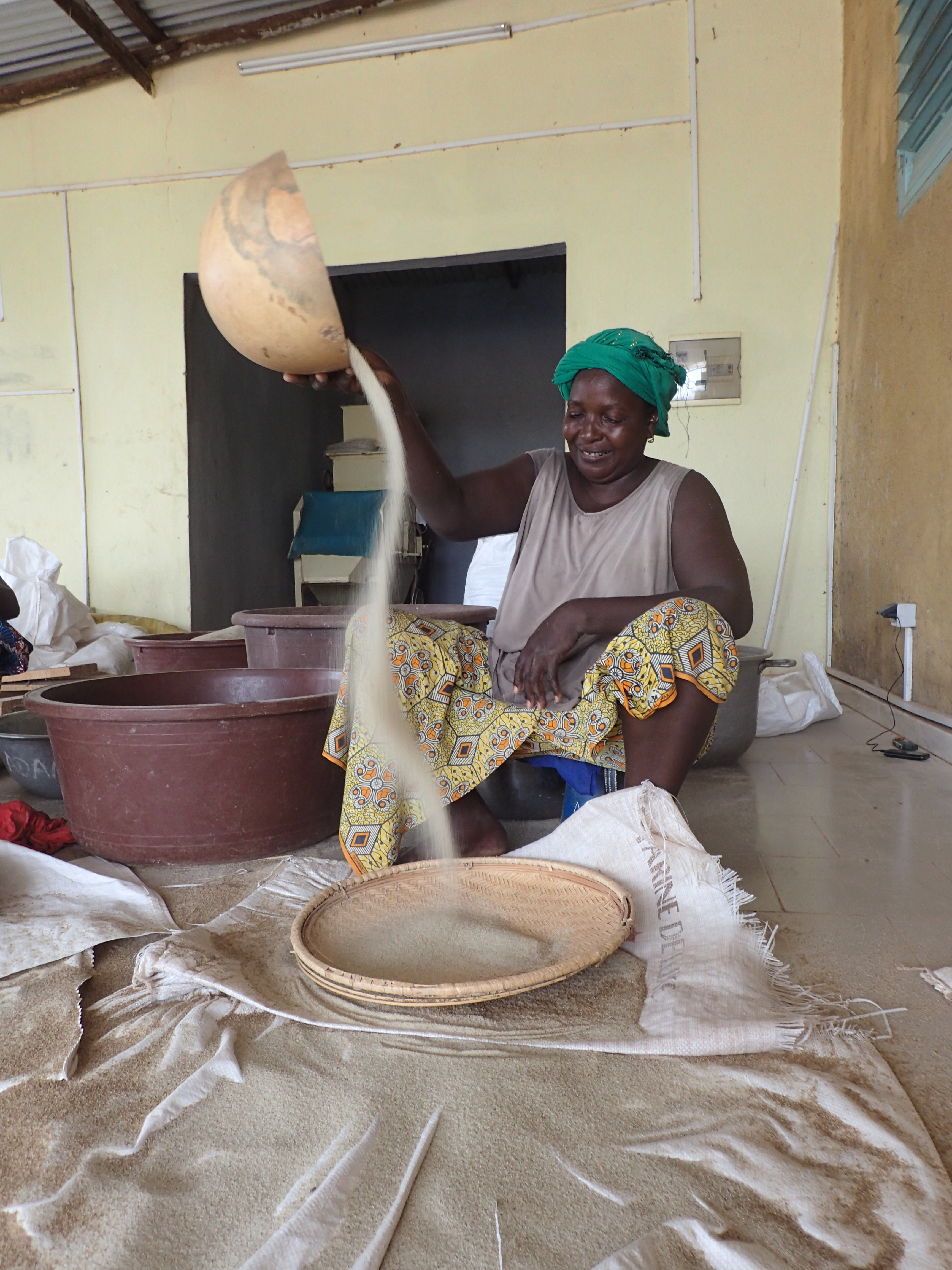
Wannen van fonio in Senegal

De aanduiding Fonio wordt gebruikt voor twee soorten graansoorten uit het geslacht Digitaria, vooral de soort Digitaria exilis. Deze soorten worden al lange tijd in (Noord-)West-Afrika geteeld. In Europa wordt dit graan in toenemende mate gewaardeerd omdat het glutenvrij en gezond is en bovendien eenvoudig op een duurzame manier geteeld kan worden.

## Teelt en productie
Fonio groeit goed op arme en droge grond, en groeit bovendien snel. Het is om die reden in sommige Noordelijke en Westelijke Afrikaanse landen een populair gewas en wordt op lokale markten verhandeld. Fonio heeft kleine korrels, net als gierst en teff, en het kaf scheiden (via wannen) is niet eenvoudig. Bovendien is de productie niet groot.

## Voedsel
Fonio geldt als een smakelijke graansoort en heeft wel wat weg van quinoa. Het bevat diverse essentiële aminozuren, zoals methionine en cysteïne, die niet in maïs, rijst, tarwe en andere graansoorten voorkomen. Het eiwitgehalte is hoger dan dat van zilvervliesrijst. Ook is het rijk aan vezels en de mineralen calcium, magnesium, mangaan en zink. Het bevat geen gluten.

## Afrika en Europa
Hoewel het graan vanwege de hoge temperaturen goed gedijt in Afrika en zelfs in woestijngebieden is te telen, neemt de vraag daar af en wordt het verdrongen door andere granen. In Europa groeide de belangstelling en werd het in 2018 toegelaten tot de Europese markt. Het wordt in Nederland vooral in biologische winkels verkocht. In de moderne Europese keuken kan het graan gebruikt worden als vervanging van couscous of een ander graan(product).